# قديم (مصطلح إسلامي)
القديم هو مصطلح إسلامي يطلق في علم الكلام (علم أصول الدين) على الموجود الذي ليس لوجوده ابتداء. قال الإمام الطحاوي في العقيدة الطحاوية المعروفة بعقيدة أهل السنة والجماعة: «قديم بلا ابتداء، دائم بلا انتهاء» أراد بذلك أن يُبَيِّن أَن الله تعالى منزّه عما خَلق، فهو سبحانه خلق الزمان والمكان، ولا يجري عليه زمان ولا يحويه مكان، كان موجوداً قبل خلق الزمان والمكان بلا زمان ولا مكان، وسيبقى بعد فناء الكون بلا مكان ولا زمان. وذلك هو قول الله تعالى: ﴿هو الأول والآخر﴾ [سورة الحديد: 3]. وثبت في الحديث الصحيح أن النبي ﷺ قال في دعائه: «اللهم أنت الأول فليس قبلك شيء، وأنت الآخر فليس بعدك شيء، وأنت الظاهر فليس فوقك شيء، وأنت الباطن فليس دونك شيء» رواه البخاري في الأدب المفرد ومسلم والترمذي وأبو داود ومحمد بن ماجه وابن حبان. فقول الشيخ الطحاوي: (قديم بلا ابتداء، دائم بلا انتهاء) هو معنى اسمه الأول والآخر. والأول والآخر اسمان لأزلية الله وأبديته، فقديم بلا ابتداء تساوي اسم الأول، ودائم بلا انتهاء تساوي اسم الآخر. فليس قبل الله زمان ولا مكان، وليس بعده سبحانه زمان ولا مكان، كما أنه ليس قبله شيء من المخلوقات، ولا بعده أيضاً شيء من المخلوقات. وهذان الاسمان (الأول) و(الآخر) دلاَّ على أنه سبحانه (قَديم بلا ابتداء) وأنه (دائم بلا انتهاء).
والقِدَم صفة يوصف بها ذات الله تعالى وصفاته أيضاً عند كل من أهل السنة الأشاعرة والماتريدية. قال الإمام السفاريني الحنبلي في لوامع الأنوار ما نصه: «(القديم) نعت لله، وهو اسم من أسمائه، وتقدم في الرحمن أنه ونحوه من أسماء الله - تعالى - وإن جرى مجرى الأعلام، فهو وصف يراد به الثناء، فأسماؤه - تعالى - أسماء ونعوت. والقديم هو الذي لم يسبق وجوده عدم، فإنه - سبحانه وتعالى - متصف بالقدم، وهي صفة سلبية في اصطلاحهم، والصفات السلبية ما مدلولها عدم أمر لا يليق به - تعالى، فقدمه - تعالى - ذاتي واجب له - تعالى، غير مسبوق بعدم، إذ هو - تعالى - لا ابتداء لوجوده. واعلم أن القدم إما ذاتي كقدم الواجب، وإما زماني كقدم زمان الهجرة بالنسبة لليوم، ومنه (حتى عاد كالعرجون القديم)، ومنه القدم الإضافي كقدم الأب بالنسبة للابن.» وهناك رأي آخر يقول أن إطلاق القديم والأزلي على الله باعتبار أنهما من أسمائه لا يصح؛ لأنه لم يردّ فيهما دليل، أما إذا أُطلقا من باب الإخبار فإنّه يصح؛ لأن هذا الباب أوسع من باب الأسماء والصفات.

## الفرق بين القديم والأزلي
قال الإمام الثعالبي في تفسيره الجواهر الحسان أن هناك ثلاثة أقوال في الفرق بين القديم والأزلي، وهي كالتالي:
1. القديم هو الذي لا ابتداء لوجوده. والأزلي: ما لا أول له، عدمياً كان أو وجودياً. فكل قديم أزلي ولا عكس.
2. القديم هو القائم بنفسه الذي لا أول لوجوده. والأزلي: ما لا أول له عدمياً كان أو وجودياً، قائما بنفسه أو غيره.
3. القديم والأزلي: ما لا أول له، عدمياً كان أو وجودياً، قائماً بنفسه أو لا.

وقال الإمام السفاريني في لوامع الأنوار ما نصه: «القديم أخص من الأزلي; لأن القديم موجود لا ابتداء لوجوده، والأزلي ما لا ابتداء له وجودياً كان أو عدمياً، فكل قديم أزلي ولا عكس. وفرق آخر أيضاً، وهو أن القديم يستحيل أن يلحقه تغير أو زوال، بخلاف الأزلي الذي ليس بقديم، كعدم الحوادث المنقطع بوجودها، "الباقي" مشتق من البقاء، وهو امتناع لحوق العدم، والبقاء صفة واجبة له - تعالى - كما وجب له القدم; لأن ما ثبت قدمه، استحال عدمه، لأنه - سبحانه - لو قدر لحوق العدم له لكانت نسبة الوجود والعدم إلى ذاته - تعالى - سواء، فيلزم افتقار وجوده إلى موجد يخترعه بدلاً عن العدم الجائز عليه - تقدس وتعالى عن ذلك - فيكون حادثاً، واللازم باطل فكذا الملزوم; لأن وجوده - تعالى - واجب لذاته.»

## الخلاف في هذا المصطلح
جمهور أهل السنة والجماعة على جواز إطلاق وصف «القديم» على الله تعالى، فقد ورد هذا الاسم في العقيدة الطحاوية التي اتفق أهل السنة على صحتها، حيث قال:
وقال:
إلا أن بعض المعاصرين أنكروا هذا المصطلح، ومنهم ابن باز وابن عثيمين،

## وصلات خارجية
- شرح الصفات الثلاث عشرة الواجبة لله